# Munditia
Munditia is een geslacht van weekdieren uit de klasse van de Gastropoda (slakken).

## Soorten
- Munditia anomala Powell, 1940
- Munditia aupouria Powell, 1937
- Munditia daedala (A. Adams, 1863)
- Munditia delicatula Powell, 1940
- Munditia echinata Powell, 1937
- Munditia gaudens (Melvill & Standen, 1912)
- Munditia hedleyi (Pritchard & Gatliff, 1899)
- Munditia manawatawhia Powell, 1937
- Munditia mayana (Tate, 1899)
- Munditia meridionalis (Melvill & Standen, 1912)
- Munditia owengaensis Powell, 1933
- Munditia proavita Laws, 1936 †
- Munditia serrata (Suter, 1908)
- Munditia subquadrata (Tenison-Woods, 1879)
- Munditia suteri (Mestayer, 1919)
- Munditia tasmanica (Tenison-Woods, 1876)
- Munditia tryphenensis (Powell, 1926)